# Canon EOS 550D

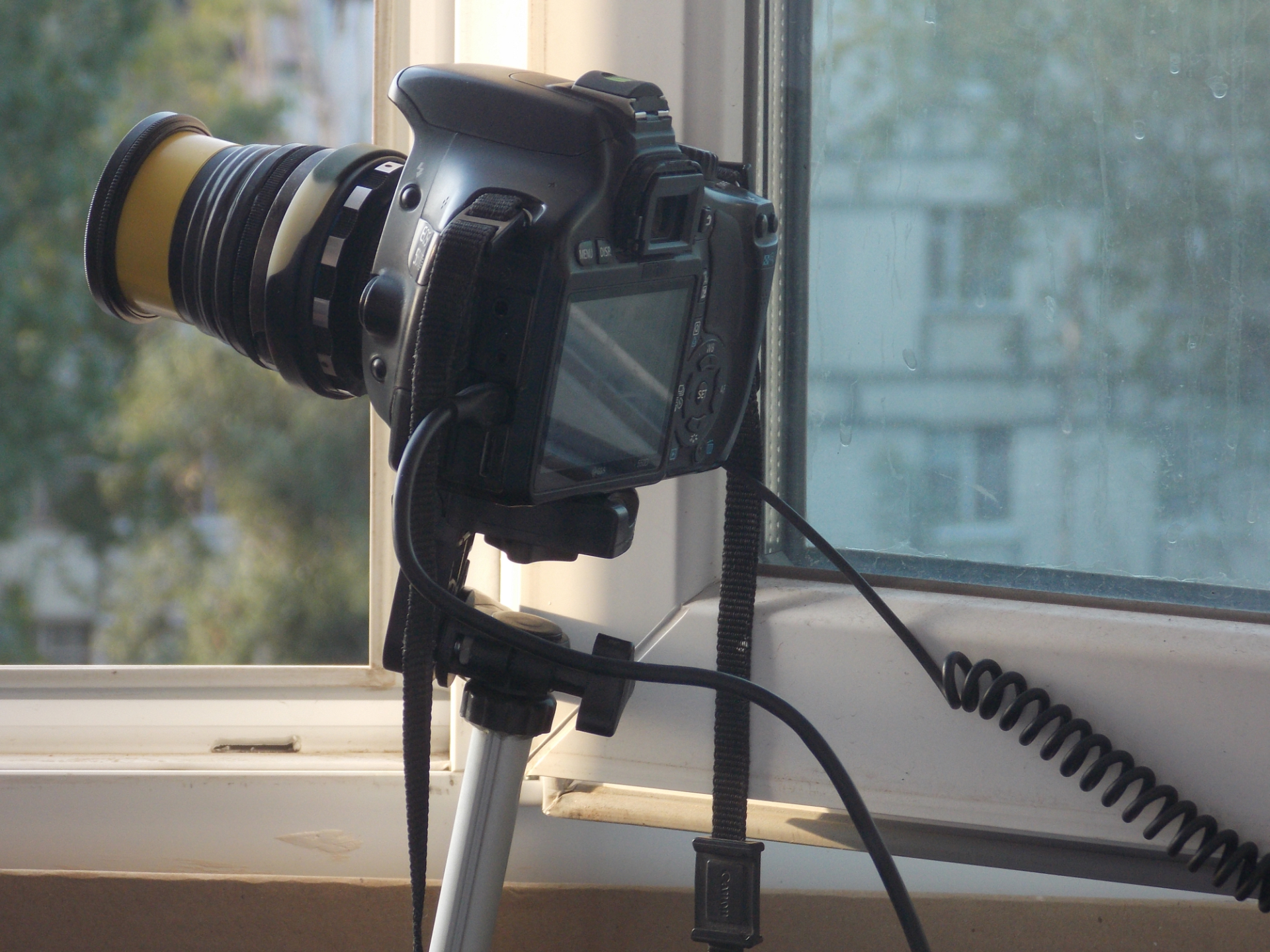

Canon EOS 550D — цифровий дзеркальний фотоапарат початкового рівня серії EOS компанії Canon. Орієнтований на непрофесійних фотографів, вперше анонсований 8 лютого 2010 року. Позиціюється виробником як розвиток популярної бюджетної камери Canon EOS 500D. Наступна модель цього рівня — Canon EOS 600D.

## Особливості у порівнянні з попередньою моделлюCanon EOS 500D
Основними особливостями фотокамери в порівнянні з попередньою моделлю Canon EOS 500D стали:
- Новий сенсор зображення з роздільною здатністю 18,0 мегапікселів (у попередника було 15,1);
- Розширення максимальної світочутливості ISO до 6400 замість 3200;
- Максимальна швидкість відео-зйомки виросла з 20 до 29,97 кадрів/с при роздільній здатності 1920 × 1080 і з 30 до 59,94 кадрів/с при 1280 × 720;
- Нова 63-зонна система експозаміру;
- 3-дюймовий РК-дисплей з пропорціями 3:2 и роздільною здатністю 1 040 000 пікселів замість пропорцій 4:3 і 920 000 пікселів;
- Підтримка карт пам'яті SDXC
- Максимальне число кадрів у режимі безперервної зйомки зменшилось до 34 кадрів у форматі JPEG і 6 у форматі RAW (у попередника 170 кадрів у форматі JPEG і 9 у форматі RAW);
- З'явилась можливість редагування відео;
- Змінилась форма більшості кнопок та додалася нова кнопка управління відеозйомкою.